# Osceola (Iowa)
Osceola è una città degli Stati Uniti d'America, situata nello Stato dell'Iowa, nella Contea di Clarke, della quale è il capoluogo.